# 横山伊織
横山 伊織（よこやま いおり、2002年5月18日 - ）は、ジャパンラグビーリーグワンのクリタウォーターガッシュ昭島に所属するラグビーユニオン選手。

## 略歴
宇都宮ラグビースクールでラグビーを始めた。
流通経済大学付属柏高等学校では、1年時に全国高等学校7人制ラグビーフットボール大会に出場。1年時 終わりの春の熊谷（全国高等学校選抜ラグビーフットボール大会）から12番センターで先発出場、2年時・3年時には花園（全国高等学校ラグビーフットボール大会）に出場した。
流通経済大学では、2年時の関東大学春季大会から公式戦に出場。4年時では先発13番で出場し、ラグビー部の寮長も務めた。
2025年2月25日、ジャパンラグビーリーグワンのクリタウォーターガッシュ昭島への加入を発表した。